# ألين بيرنستاين
ألين بيرنستاين (بالإنجليزية: Aline Bernstein)‏ هي مصممة أزياء تقليدية ومصممة أزياء وفنانة أمريكية، ولدت في 22 ديسمبر 1880، وتوفيت في 7 سبتمبر 1955.

## وصلات خارجية
- ألين بيرنستاين على موقع IMDb (الإنجليزية)
- ألين بيرنستاين على موقع الموسوعة البريطانية (الإنجليزية)
- ألين بيرنستاين على موقع قاعدة بيانات برودواي على الإنترنت (الإنجليزية)
- ألين بيرنستاين على موقع قاعدة بيانات الفيلم (الإنجليزية)